# Mario González (judoka)
Mario González Aguilera (ur. 27 stycznia 1971) – meksykański judoka. Olimpijczyk z Barcelony 1992, gdzie zajął 34 miejsce w kategorii 71 kg.
Zdobył złoty medal na igrzyskach panamerykańskich w 1991, mistrzostwach panamerykańskich w 1992 i na Igrzyskach Ameryki Środkowej i Karaibów w 1993 roku.

## Letnie Igrzyska Olimpijskie 1992
| Konkurencja | Walki                | Klas. końcowa |
| Konkurencja | 1/32                 | Miejsce       |
| ----------- | -------------------- | ------------- |
| do 71 kg    | Josef Věnsek (TCH) P | XXXIV         |